# جیمز داتون (فضانورد)
جیمز داتون (به انگلیسی: James Patrick Dutton Jr.) فضانورد اهل ایالات متحده آمریکا است که در ۲۰ نوامبر ۱۹۶۸ میلادی در یوجین، اورگن زاده شد. وی در مأموریت اس‌تی‌اس-۱۳۱ حضور داشته است.